# ジョン・サイモンズ・アルバム
『ジョン・サイモンズ・アルバム』（John Simon's Album）は、アメリカ合衆国の音楽プロデューサーのジョン・サイモンが1970年に発表した、初のソロ・アルバムである。

## 概要
サイモンはザ・バンドのセカンド・アルバム『ザ・バンド』（1969年）のプロデューサーを務めたあと、ソロ活動のデビュー・アルバムの制作に取り掛かった。彼はリード・ボーカルの他、ピアノ、マンドラ、ホーンの演奏を務め、プロデュースも行った。完成したアルバムは『ジョン・サイモンズ・アルバム』と名付けられ、1970年にワーナー・ブラザース・レコードから発表された。
ジャケットの絵はユージン・グレーガン、写真はアイリーン・ハリス、デザインはボブ・カトー（Bob Cato）が担当した。
「Davy's on the Road Again」は1978年にマンフレッド・マンズ・アース・バンドにカバーされ、全英シングルチャートの6位を記録した。

## 収録曲
特記なき楽曲はジョン・サイモン作詞作曲。
サイド 1
1. エルヴス・ソング - "The Song of the Elves"
2. ノーバディ・ノウズ - "Nobody Knows"
3. タネンバウム - "Tannenbaum"
4. デイヴィーズ・オン・ザ・ロード・アゲイン - "Davy's on the Road Again" (John Simon, J.R. Robertson)
5. モーターサイクル・マン - "Motorcycle Man"
6. レイン・ソング - "Rain Song"

サイド 2
1. ドント・フォゲット - "Don't Forget What I Told You"
2. ヴェルヴェットを着た愚か者 - "The Fool Dressed In Velvet"
3. アニーの憂鬱 - "Annie Looks Down"
4. 天国の扉の前で - "Did You See?"
5. レイルロード・トレイン - "Railroad Train Runnin' Up My Back"

## 主な参加ミュージシャン
- ベース - ハーヴェイ・ブルックス、デヴィッド・フッド、リック・ダンコ、カール・レイドル、リチャード・デイヴィス、ジューン・ミリントン、
- ギター - レオン・ラッセル、ジョン・ホール、エディ・ヒントン
- ドラム - ロジャー・ホーキンズ、リチャード・マニュエル、グラディ・テイト、ジム・ゴードン
- オルガン - バリー・ベケット、ポール・ハリス
- ソプラノ・サクソフォーン - ガース・ハドソン
- テナー・サクソフォーン - ボビー・キーズ
- トランペット - ジム・プライス、マーヴィン・スタム
- タンバリン - デラニー・ブラムレット
- バッキング・ボーカル - メリー・クレイトン、リタ・クーリッジ、ボビー・ウィットロック、サイラス・ファーヤー、シャーリー・マシューズ、ヴァネッタ・フィールズ